# 1032年
| 千纪： | 2千纪 |
| 世纪： | 10世纪 \| 11世纪 \| 12世纪                                                                                             |
| 年代： | 1000年代 \| 1010年代 \| 1020年代 \| 1030年代 \| 1040年代 \| 1050年代 \| 1060年代                                       |
| 年份： | 1027年 \| 1028年 \| 1029年 \| 1030年 \| 1031年 \| 1032年 \| 1033年 \| 1034年 \| 1035年 \| 1036年 \| 1037年             |
| 纪年： | 壬申年（猴年）；契丹景福二年，重熙元年；北宋天圣十年，明道元年；大理正治六年；西夏顯道元年；越南天成五年；日本長元五年 |

## 大事记
- 阿爾勒國王魯道夫三世死後無嗣，他把自己的王國遺贈給了康拉德二世。
- 李德明命兒子李元昊率軍征討甘州回鶻，把涼州納入西夏版圖。
- 十一月，夏國王李德明病逝，李元昊繼位，仍稱藩於宋朝。
- 喀喇汗國大汗優素福·卡迪爾汗去世，不久喀喇汗國分裂成東喀喇汗（喀什）、西喀喇汗（撒馬爾罕）兩國。

## 出生
- 宋英宗，北宋第五代皇帝（1067年去世，35岁）
- 高太后，宋英宗皇后（1093年去世，61岁）
- 辽道宗，辽国第八位皇帝（1101年去世，69岁）
- 程顥，北宋理學家（1085年去世，53岁）

## 逝世
- 李德明，西夏太祖李繼遷長子，西夏景宗李元昊之父。
- 優素福·卡迪爾汗，喀喇汗國大汗，薩圖克•柏格拉汗的曾孫，哈侖•博拉汗兒子。
- 蕭匹敵，蕭恆德之子，遼朝官員，契丹人。